# Heiliggrabpropstei Droyßig

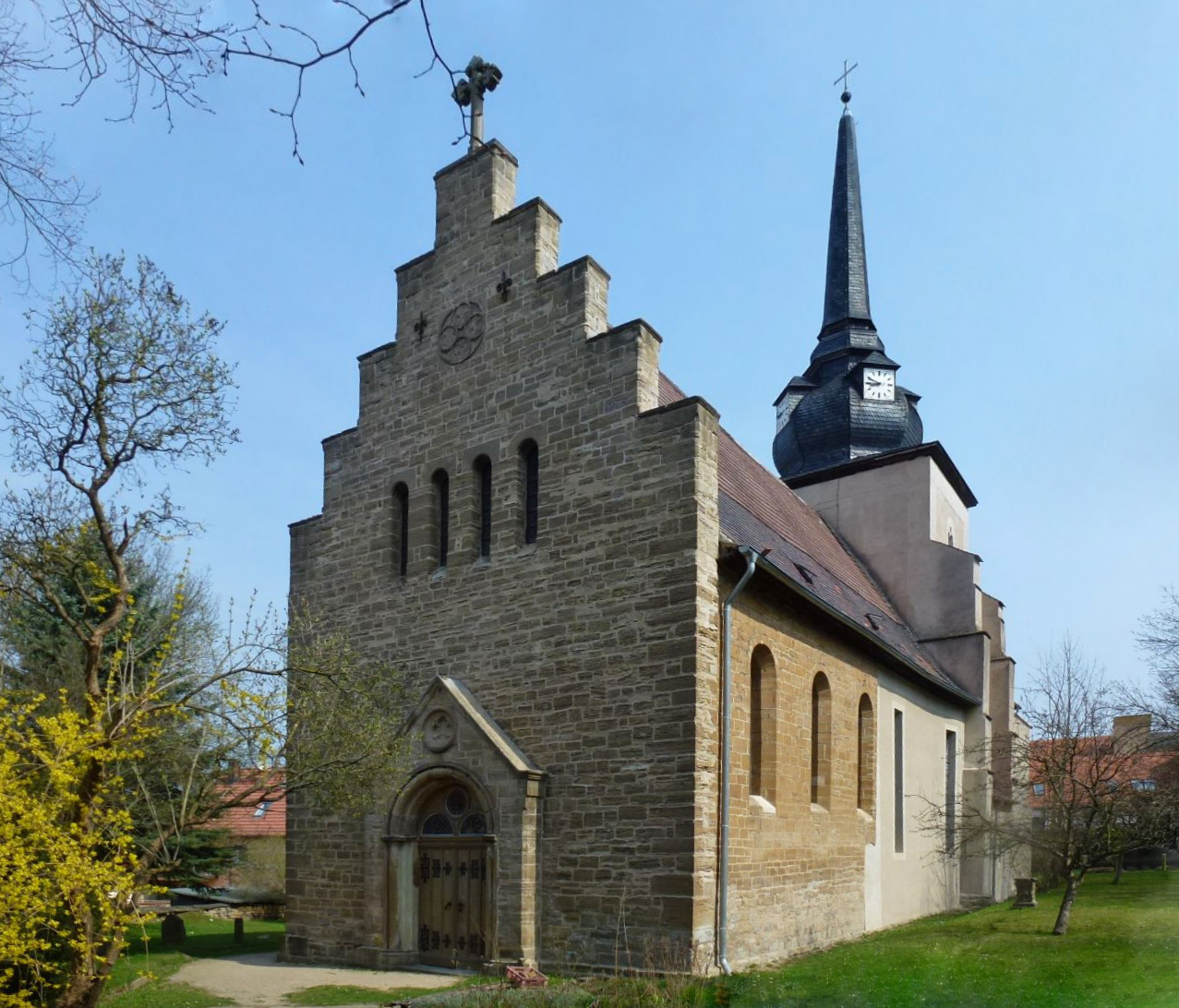
Bartholomäus-Kirche in Droyßig

Die Heiliggrabpropstei Droyßig war eine Niederlassung des Kapitels der Chorherren vom Heiligen Grab in Jerusalem (Fratres Cruciferorum Ordinis Canonicorum Regul. Custodum SS. Sepulchri Hierosolymitani cum duplici rubea Cruce) in Droyßig im Burgenlandkreis (Sachsen-Anhalt). In der älteren Literatur wird die Niederlassung häufig fälschlich dem Templerorden zugeschrieben. Die Propstei der Chorherren vom Heiligen Grab in Droyßig entstand um/vor 1214 und wurde 1495 in den Johanniterorden inkorporiert. 1588 verkauften die Johanniter die Kommende Droyßig (oder auch Johanniterkommende Droyßig) gegen einen Jahreszins an die Familie von Bünau.

## Lage
Von der ursprünglichen Niederlassung der Chorherren vom Heiligen Grab haben sich keine Gebäudereste erhalten. Selbst die genaue Lage ist unsicher. Sie muss sich auf dem Areal der Grundschule Droyßig, im Bereich der Schulstraße befunden haben. Das heutige Tempeltor, das aber wohl erst im 17. Jahrhundert entstanden ist, markiert den Eingang zum sogenannten Tempelhof, der aus der Niederlassung der Chorherren vom Heiligen Grab hervor gegangen ist.

## Geschichte
Um/vor 1214 schenkte Albert von Droyßig (oder Albrecht von Turts) und seine Frau dem Chorherrenstift vom Heiligen Grab in Jerusalem (Leitloff nennt sie auch Sepulchriten/Sepulchriner) einen Hof (oder ein Haus) in Droyßig, und das Patronat und sämtliche zugehörige Güter der dortigen Bartholomäuskirche. Da einige Güter nicht Eigenbesitz des Albert von Droyßig waren, sondern Reichslehen, erfolgte am 16. März 1215 die Bestätigung durch Kaiser Friedrich II. Er gewährte den Brüdern auch das Recht, weitere Stiftungen von Reichsgut auch ohne seine Zustimmung entgegenzunehmen. Ein Inschriftstein, der sich in der Droyßiger Bartholomäuskirche befand, trug in Gedichtform die Inschrift:

„Als 1213 Jahr
Nach Christi Geburt die Jahrzahl war,
 Herr Albrecht Graff zu Orlamund
 Und sein Gemahl Frav Kunigund
 Den Tempelhoff gestifftet haben
 Zu Ehr dem Orden des Heiligen Graben.
 Gaben auch dazu allhier die Pfarr,
 Wie solches die Stiftung saget klar
Diß that Kaiser Friedrich approbiren
Mit Schrifften kräftig komfirmiren,
 Der war ein Herr aus Schwabenland
 Und war der ander also genannt;
 Doch blieben Schutzherren zu allerdstund
Die Herren Grafen zu Orlamund,
 Bis daß der letzt von diesem Stamm
Schild, Helm mit sich zu Grabe nahm
Da kriegten dann, ist Zweiffels ohn,
Die von Bünau die Protektion,
Die aber doch aus ihrer Gemein
Letzt kam an die von Treben allein.
Und obwohl der Johanniterorden
Mit ihnen hart ist streitig worden,
Ist doch solch Irrung auch verglichen,
Der Orden gütlich abgewichen,
Und den von Bünau allermaßen
Der Tempelhoff erblich gelassen,
Wie denn in (15)88. Jahr
 Der Schied zu Leipzig saget klar.“

Es ist durchaus denkbar, dass dieser Inschriftstein, obwohl sehr viel später angebracht, durchaus das Jahr der Stiftung angibt. Er enthält aber einige Fehler. Albert von Droyßig war nicht Graf zu Orlamünde, und der Name der Frau des Albrecht von Droyßig ist nicht bekannt (und dürfte auch zur Zeit der Herstellung der Inschrift nicht mehr bekannt gewesen sein).
In der Urkunde von Kaiser Friedrich II. heißt es sehr deutlich Dominico sepulchro (= Heiliggrab), trotzdem wurde dieser Hof vor allem in der Literatur des 19. Jahrhunderts fast immer den Templern zugeschrieben. Daher rührt auch der mehrfach so genannte Begriff Tempelhof für diese Niederlassung, der sogar noch nach der Reformation gebräuchlich war. Die Templer hatten definitiv keinen Besitz in Droyßig. Im Folgenden wird daher auch der eingebürgerte Begriff Tempelhof weiterhin benutzt.
Ein halbes Jahr zuvor (1214) hatte Friedrich II. den Kanonikern vom Heiligen Grab in Dietbrück bei Speyer die Kirche in Kirchheim (Kirchheimbolanden) mit dem Zehnten und dem Zubehör (Bolanden, Bischheim, Rittersheim, Morschheim und Orbis) geschenkt. Das Priorat Speyer lag nördlich von Speyer in Altspeyer und unterstand dem Kloster Denkendorf.

### Das Chorherrenstift vom Heiligen Grab in Jerusalem
Nach der Eroberung Jerusalems 1099 durch die Kreuzfahrer etablierte Gottfried von Bouillon ein Chorherrenstift an der Grabeskirche in Jerusalem. Es waren zunächst Weltgeistliche, denen Häuser in Jerusalem und ein jährliches Einkommen zugemessen wurden. Sie versahen den Gottesdienst an der Grabeskirche und bekamen das Recht, den Lateinischen Patriarchen von Jerusalem zu wählen, Sie fungierten somit als Kapitel des Patriarchats von Jerusalem. 1114 wurde das Stift reformiert, und die Chorherren wurden verpflichtet, nach der Regel des Augustinus in einem Klostergebäude beim Heiligen Grab gemeinsam zu leben. In der weiteren Folge erhielt dieses Augustinerchorherrenstift und Kapitel des Patriarchats von Jerusalem zahlreiche Schenkungen im Heiligen Land, aber auch in Europa zur Sicherung seiner Existenz. Es wurde eine der reichsten kirchlichen Institutionen im Heiligen Land, neben den drei anderen Chorherrenstiften in und um Jerusalem (Chorherrenstift auf dem Ölberg, Chorherrenstift am Templum Domini in Jerusalem und Chorherrenstift auf dem Berg Sion bei Jerusalem), den Klöstern S. Maria im Tal Josaphat, S. Maria Latina und dem Kloster S. Salvator auf dem Berg Tabor und diversen Bistümern (z. B. Erzbistum Nazareth, Bistum Bethlehem). Die Schenkungen umfassten nicht nur Grundbesitz und Geld- und Naturalzinsen, sondern auch Kirchen (und deren Einkünfte) und andere Klöster. Schon im 12. Jahrhundert und auch im 13. Jahrhundert entstanden Tochterpriorate der Chorherren vom Heiligen Grab. Trotzdem ist in den älteren Urkunden (meist) nie von einem ordo die Rede, sondern vom Kapitel oder den Chorherren (dominici S. Sepulcri, ecclesia S. Sepulcri oder canonici S. Sepulcri). Auch gibt es kein Statutenbuch wie es von anderen in dieser Zeit entstandenen Orden (Johanniter, Templer und Lazariten) vorhanden ist. Die Chorherren vom Heiligen Grab sahen ihre Aufgabe in erster Linie in der Wahl des Patriarchen und dem Dienst an der Heiliggrabkirche in Jerusalem. Die Tochterpriorate hatten dem Kapitel in Jerusalem (ab 1187 in Akkon) eine jährliche Abgabe zu leisten. Im Falle des Klosters Denkendorf musste der Propst Hugo 1284 jährlich eine Goldmark geben. Erst mit der räumlichen Trennung von Kapitel und Patriarchen (nach 1291, Verlust von Akkon), und dem Verlust des Rechtes, den Patriarchen zu wählen – der Papst vergab nun den Titel direkt ohne die Mitwirkung des Kapitels – setzte die Entwicklung zu einem geistlichen Orden im eigentlichen Sinn ein. Von allen oben genannten geistlichen Institutionen im Heiligen Land schafften es nur die Chorherren vom Heiligen Grab zur Bildung eines eigenen Ordens, der Bestand hatte.
Woher die Kanoniker vom Heiligen Grab, die sich in Droyßig nieder ließen, ursprünglich kamen, ist nicht geklärt. Kaspar Elm vermutet aufgrund des Visitationsrechtes, das im Spätmittelalter dem Kloster Denkendorf zustand, dass sie wohl eher aus dem süddeutschen Raum kamen. Möglich wäre auch eine Gründung von Miechów (Powiat Miechowski, Woiwodschaft Kleinpolen, Polen) aus, wo die Chorherren vom Heiligen Grab schon in den 1160er Jahren Schenkungen erhalten hatten. Die Droyßiger Niederlassung hatte aber eine andere rechtliche Stellung als etwa die Speyerer Niederlassung, die von Denkendorf abhängig war. Die Leitung der Droyßiger Niederlassung durch einen Propst, lässt auf eine gleichberechtigte Stellung der beiden Ordenshäuser schließen. Daher ist auch an eine direkte Beteiligung eines Kanonikers aus dem Heiligen Land zu denken, der evtl. die Schenkung annahm. Ein vergleichbarer Fall ist vom Kloster Haselndorf bekannt, das dem Kloster S. Maria Latina bei Jerusalem unterstand. Die Propstei in Droyßig konnte aber nie die überregionale Bedeutung erlangen, wie sie das Denkendorfer Kloster hatte (mit Prioraten in Speyer und den Niederlanden) oder etwa die Propstei in Miechów.

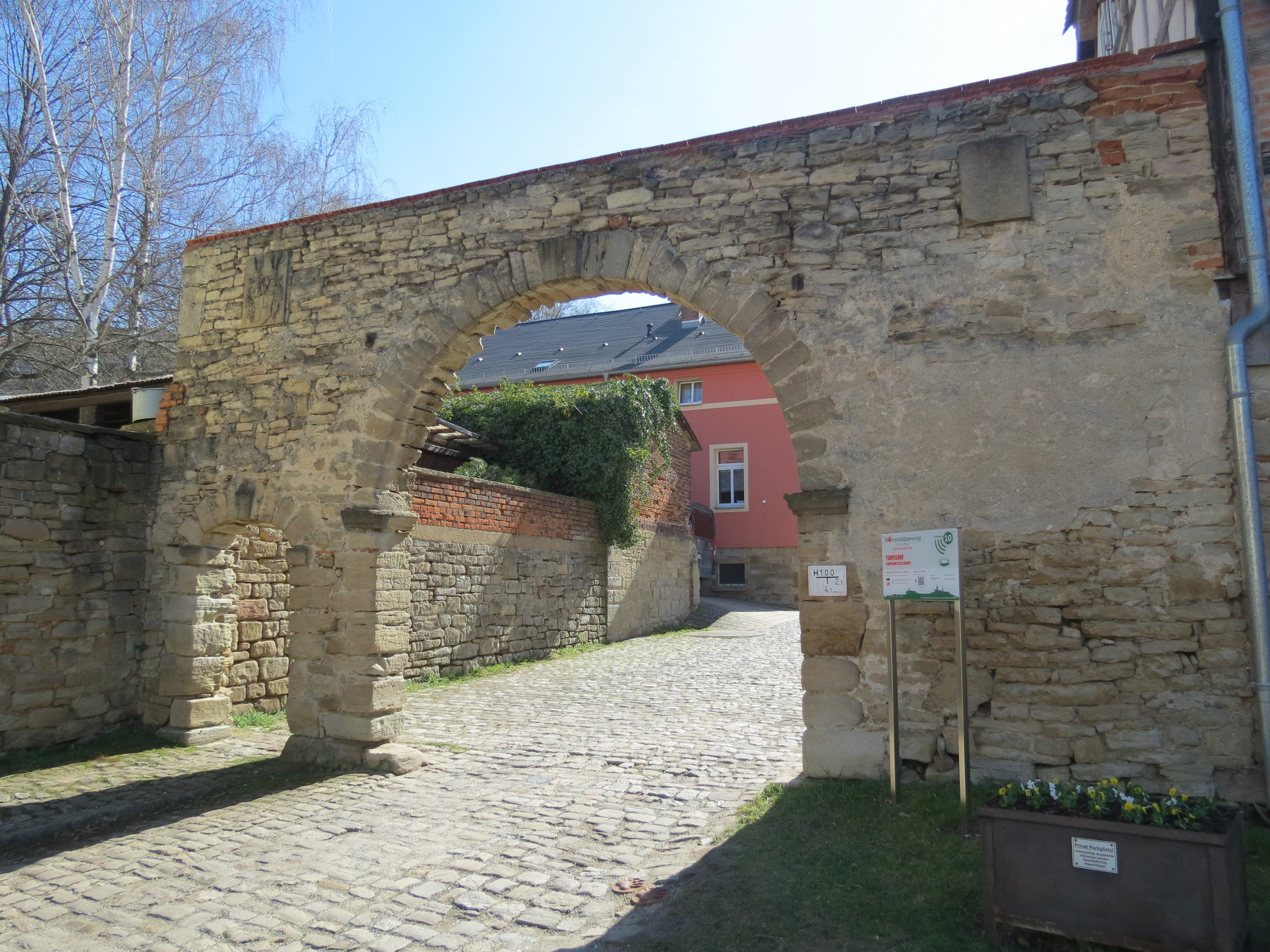
Tempeltor

### Die Herrschaft Droyßig
Die Herrschaft Droyßig war im Mittelalter eine kleine Adelsherrschaft mit Sitz auf der Burg in Droyßig. Sie gehörte damals zur Landgrafschaft Thüringen und stand Anfang des 13. Jahrhunderts unter der Oberlehenschaft des Landgrafen Hermann I. von Thüringen. Die Besitzer der Herrschaft Droyßig hatten von Beginn an das Schutz-, Schirm und Vogtrecht über die Droyßiger Heiliggrabpropstei. 1213 war Albert von Turts (oder Albert von Droyßig genannt) Herr von Droyßig. 1344 ging die Herrschaft Droyßig in den Besitz der Grafen von Orlamünde über.
1413 kamen die Herren von Bünau in den Besitz der Herrschaft Droyßig. Bei der Leipziger Teilung des Kurfürstentums Sachsen (1485) kam die Heiliggrabpropstei Droyßig mit seinen Dependancen an das albertinische Herzogtum Sachsen, mit Ausnahme von Sautzschen, das zum Stift Naumburg gehörte.
1578 verkauften die von Bünau die Herrschaft Droyßig mit über 20 Dörfern an Christoph von Hoym. Ausgenommen davon war aber der Tempelhof in Droyßig und seine Dependancen, den die Trebener Linie der Familie von Bünau behielt. Die Herrschaft Droyßig vererbte Christoph von Hoym seinem Sohn Gebhard, der 1616 unverheiratet starb. Die Herrschaft Droyßig erbte der Bruder des Christoph, Christian Julius von Hoym. Dessen Nachkommen blieben bis 1769 im Besitz der Familie von Hoym. Danach war die Herrschaft Droyßig bis 1945 im Besitz der Fürsten von Schönburg-Waldenburg. Dies ist jedoch für die Geschichte des Tempelhofes in Droyßig ohne Belang.

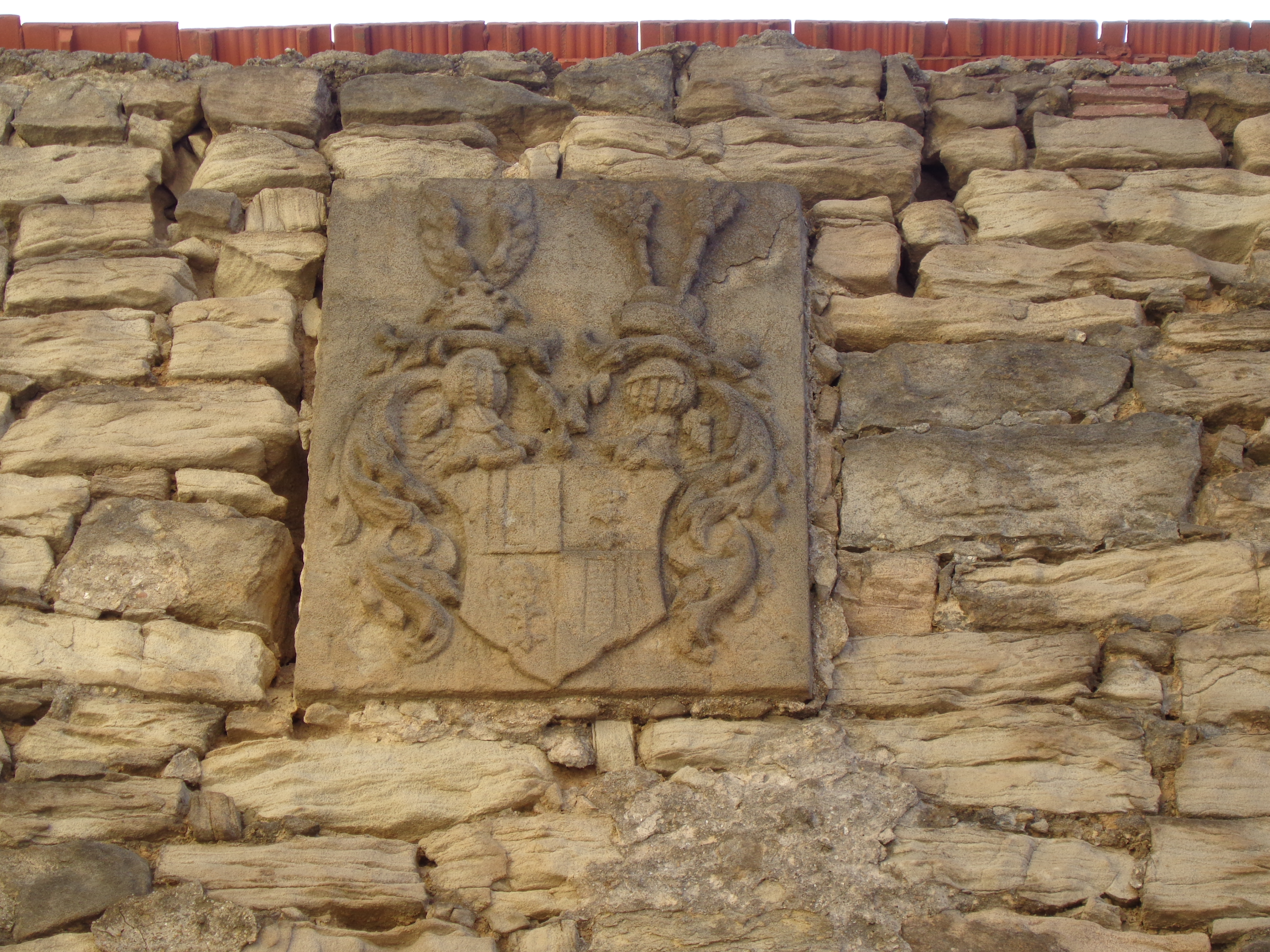
Wappen der von Bünau am Tempeltor in Droyßig. Wappenschild: Geviert – in 1 und 4 in Rot und Weiß gespalten, in 2 und 3 in Rot ein goldener Löwenkopf in Frontalansicht, dessen Zunge von einer goldenen Lilie gebildet wird. Helm: zwei Spangenhelme, Helmzier: Linker Helm, eine goldene Krome, darauf ein offener Flug, rechter Helm, ein roter Hut mit weißer Krempe, besteckt mit zwei goldenen Stäben, deren Enden mit je drei Pfauenfedern besteckt sind, Decken: links, Rot/Weiß, rechts Rot/Gold

### Der Droyßiger Tempelhof
Von der ursprünglichen Stiftung des Albert von Turts (oder Droyßig) weiß man nur, dass sie ein Haus (oder Hof) in Droyßig, und das Patronat und die Einkünfte der Droyßiger Bartholomäuskirche beinhaltete. Auch wenn die Templer definitiv keinen Besitz in Droyßig hatten, bürgerte sich doch der Begriff Tempelhof für die Droyßiger Niederlassung ein. Der Tempelhof war ein in Droyßig gelegener, ummauerter Gutshof mit Wohngebäuden und Wirtschaftsgebäuden für die Eigenwirtschaft des Konvents. Über den weiteren Umfang der Besitzungen in und in der direkten Umgebung von Droyßig erfahren wir in der Schenkungsurkunde leider nichts. Flur- und Ortsbezeichnungen in und bei Droyßig, wie Tempelteich und Tempelholz deuten aber darauf hin, dass die ursprüngliche Schenkung umfangreicher gewesen sein muss, oder durch spätere Schenkungen oder auch durch aktive Erwerbungen der Propstei vergrößert worden war. Dies wird mit einer Urkunde von 1589 noch bestätigt, in der es heißt, dass nach der Stiftung der Niederlassung etliche Personen etwas zum Tempelhof hinzustifteten und auch der Propst und der dortige Konvent für den Tempelhof etwas hinzugekauft hätten.
Mit der dem Orden inkorporierten Bartholomäuskirche und der dazu gehörigen Pfarre war deren Einkünfte verbunden sowie das Patronatsrecht. Die Chorherren vom Heiligen Grab mussten damit aber auch für die bauliche Erhaltung der Kirche und des Pfarrhauses sorgen, die Gottesdienste abhalten und die weiteren kirchlichen Handlungen besorgen. Sehr wahrscheinlich war mit dem Tempelhof in Droyßig auch ein Hospital verbunden, und der Orden musste sich um die Versorgung der Kranken kümmern. Das Hospital ist noch bis 1561 erwähnt.

### Der Ordenshof Utenbach
Wahrscheinlich 1240, nach anderen Quellen 1290, erhielten die Kanoniker vom Heiligen Grab in Droyßig von den Schenken von Apolda die Kirche in Utenbach (Stadt Apolda, Landkreis Weimarer Land) mit ihren Einkünften geschenkt. Hier errichteten sie ebenfalls ein Ordenshaus. Der Ordenshof in Utenbach wurde anscheinend so bedeutend für die Droyßiger Niederlassung, dass sich die Kanoniker 1303 Brüder von dem Orden des heiligen Grabes zu Droyzk (Droyßig) und Otenbach (Utenbach) nannten. 1270 hatten sie zum Hof in Utenbach 4½ Hufen arttland hinzu gekauft.
Am 6. Juli 1303 tauschten Johannes, der Provisor (in Utenbach) und die Brüder vom Orden des heiligen Grabes zu Droyßig und Utenbach mit dem Kloster Heusdorf (bei Apolda, Landkreis Weimarer Land) den vierten Teil der Mühle in Wickerstete (Wickerstedt bei Apolda) und Zinsen gegen eine Hufe in Utenbach. Die Kirche in Utenbach hatte Filialen in Stobra, Stiebritz und Kösnitz. Die Kanoniker vom Heiligen Grab hatten aus den genannten drei Dörfern Getreidezinsen und Dezien in nicht genau bekannter Höhe. In Kösnitz gehörte den Kanonikern von Heiligen Grab ein Haus, von dem der Niederlassung Utenbach ein Erbzins zufloss. Außerdem musste der Pfarrer von Nerkewitz teilweise unterhalten werden.
Leitloff geht von einer vom Mutterhaus Droyßig vergleichsweise unabhängigen Stellung der Niederlassung in Utenbach aus. Dies ist mangels Urkunden jedoch nicht zu beweisen. Es wird kein Prior genannt, ein im Orden der Chorherren vom Heiligen Grab üblicher Titel für eine abhängige Niederlassung. Der Vorsteher in Utenbach ist 1303 lediglich als Provisor bezeichnet. Leitloff bezeichnet die Niederlassung nach der Übernahme durch die Johanniter auch als Commende Utenbach. Auch für dieses Konstrukt liegen keinerlei urkundliche Nachweise vor. Im Gegenteil, Utenbach hatte 1498 und 1501 den Status eines Membrum (oder Glied) der Kommende Droyßig. 1501 wird berichtet, dass der Kommendator Johannes Rösner den vorherigen Propst (und nach der Übernahme durch die Johanniter Prior) Blasius Mey in das Gliedt Utenbach versetzt habe. Vermutlich war Mey bereits 1498 nach Utenbach versetzt. Nach einer Urkunde vom 12. Oktober 1498 waren Prior Blasius Meye und ein anderer Bruder Blasius zu Utenbach Zeugen in einem Rechtsstreit in Lichtenberger Gericht, das dem Kloster Heusdorf zustand.
Die Niederlassung in Utenbach bestand aus einem Wohngebäude, Wirtschaftsgebäuden, Garten und Ackerland. Ob das Ackerland von den Ordensbrüdern selbst bewirtschaftet wurde, oder verpachtet war, ist nicht bekannt.
Nach dem Visitationsprotocoll der Klöster und Comthureien Thüringens von 1535 hatten die Ordenshäuser in Droyßig und Utenbach noch jeweils einen Insassen. Dem widerspricht jedoch teilweise ein späterer Bericht, nach dem die letzten vier Konventualen in Droyßig 1539 zum Protestantismus übergetreten sind. Für Utenbach könnte die Zahl stimmen, muss aber nicht.

### DerTempelhofin Deumen
Vor der Besitzung in Utenbach hatten die Kanoniker in Droyßig bereits bei Deumen (devastiert bei Hohenmölsen) 10½ Hufen Feld und 2 Acker Wiese erhalten. Das dortige Gut wurde anscheinend ebenfalls Tempelhof oder das Tempelgut genannt. Ob dieser Hof von einem Ordensbruder bewirtschaftet, beaufsichtigt oder verwaltet wurde, oder verpachtet war, ist nicht bekannt.
Deumen gehörte bis 1815 zum Amt Weißenfels des Kurfürstentum Sachsen bzw. ab 1806 Königreich Sachsen. Der Tempelhof war das in der Topographischen Karte von 1918 eingezeichnete große, ummauerte Hofgut westlich des Ortskerns. Das Rittergut Deumen hatte 1907 eine Größe von 118,67 ha. Der Ort wurde 2000/02 devastiert und soll demnächst durch den Tagebau Profen abgebaggert werden (oder ist schon abgebaggert?).

### Der Hof (oder das Haus) in Zeitz
1295 erhielt der Konvent in Droyßig von Bischof Bruno von Naumburg ein Haus (oder Hof) und einen Garten in Zeitz. Sie mussten sich aber verpflichten in Zeitz kein Ordenshaus zu errichten, den Besitz nicht zu vergrößern und auch keine Kapelle auf dem Areal zu errichten. Interessanterweise wird in dieser Urkunde der Vorsteher des Droyßiger Konvents Johannes commendator genannt, ein Terminus wie er sonst nur in den Ritterorden vorkommt. Aus diesem nur einmal verwendeten Begriff abzuleiten, dass Droyßig eine Kommende war, ist angesichts der späteren Urkunden nicht haltbar. 1408 verkauften Propst und Konvent in Droyßig diesen Besitz für 12 Gulden jährlichen Zins, an wen, ist nicht vermerkt.

### Das Ordensgut in Sautzschen
1325 schenkte Bischof Heinrich von Naumburg der Droyßiger Propstei ein Gut in Sautzschen (Gem. Wetterzeube) bei Zeitz. Nach Zergiebel umfasste es vier Hufen Land, einen Acker Holz und drei Fuder Heu. Es wurde ebenfalls auch Tempelgut genannt. Es soll noch 1560 zum Tempelhof in Droyßig gehört haben. Auch hier ist nicht bekannt, ob dieser Hof von einem Ordensbruder bewirtschaftet, beaufsichtigt oder verwaltet wurde, oder verpachtet war. Leitloff geht jedoch davon aus, dass es einmal ein Ordenshaus in Sautzschen gab. Nähere Einzelheiten konnte er aber auch nicht beibringen. Sautzschen lag vor der Reformation im Gebiet des Stiftes Naumburg.
In der Topographischen Karte 1:25.0000 Blatt Zeitz von 1908 ist südwestlich des Ortskerns das Probsteiholz (sic!) verzeichnet. Es könnte noch ein Hinweis auf das frühere Holz der Heiliggrabpropstei Droyßig sein. Im 18. Jahrhundert war Sautzschen insgesamt ein Vorwerk, das zur Domäne Haynburg im Amt Haynsburg gehörte.

### Die Kirchenpatronate in Priesteblich und Meineweh
Die Heiliggrabpropstei in Droyßig besaß außerdem das Kirchenpatronat in Priesteblich (Stadt Markranstädt, Landkreis Leipzig). Die Gerichtsbarkeit über den Ort gehörte allerdings den von Bünau.
Nach den Schul- und Kirchenvisitationen von 1539/40 hatten die Tempelherren von Droyßig noch das Patronat über die Kirche von Meineweh (Burgenlandkreis). Ob dies auch schon zur Zeit der Propstei der Kanoniker vom Heiligen Grab der Fall war, ist nicht bekannt, aber wahrscheinlich.

### Das Hospital in Grimma

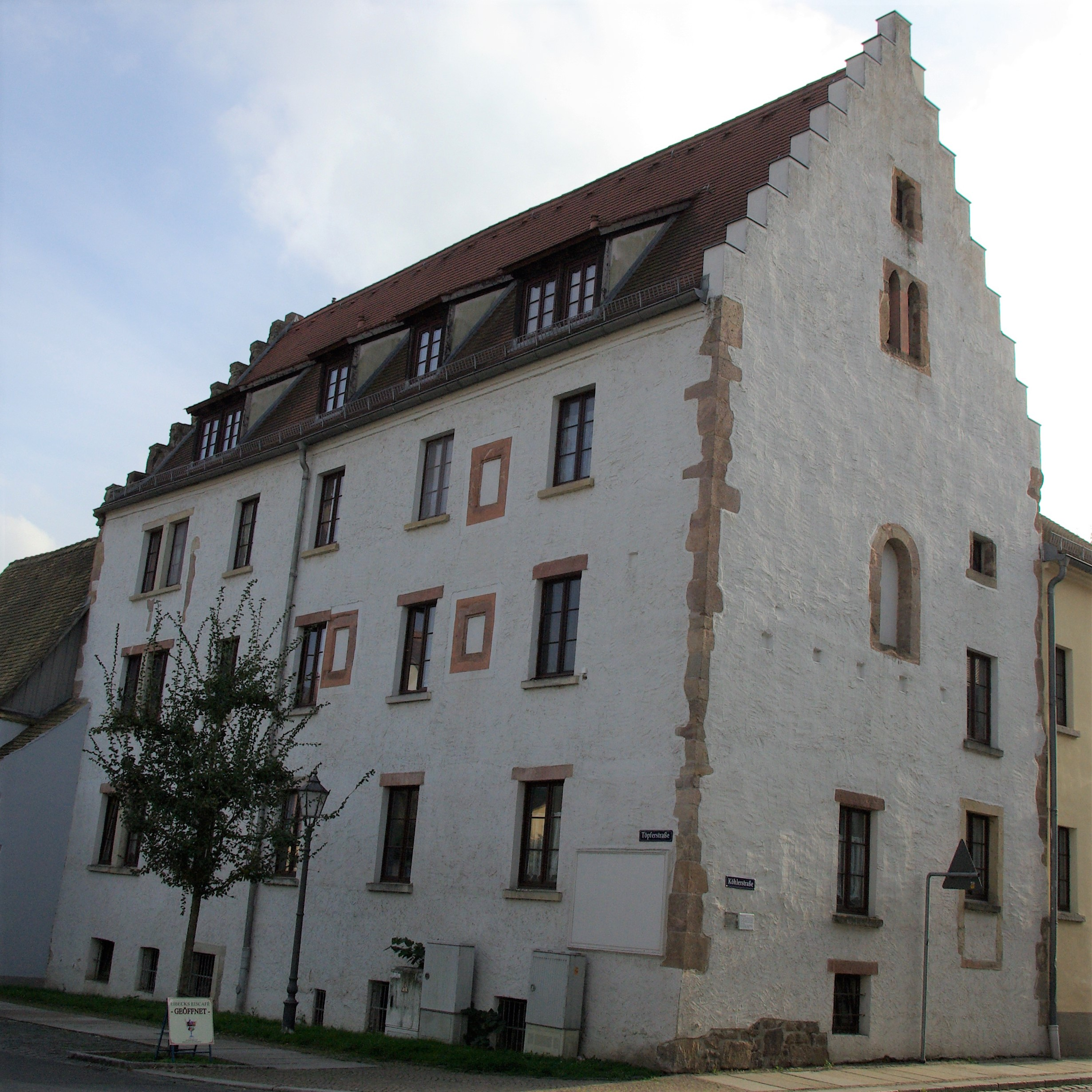
Heilig-Geist-Hospital (Grimma)

1356 kam die Propstei Droyßig in den Besitz des Heilig Geist-Hospitals in Grimma. Nach Virchow bestand das Hospital aber schon seit 1241. Es musste 1309 an das Kloster Nimbschen einen jährlichen Zins von 3½ Vierding abgeben. Das Hospital in Grimma lag in der Köhlerstraße/Ecke Töpfergasse.
Im 15. Jahrhundert bekam das Hospital eine Schenkung eines Herrn von Hirschfeld zu Otterwisch. 1515 machten die Vorsteher des Hospitals geltend, dass sie früher eine Wiese in Borensdorf gekauft hätten, von der der Rat wiederum behauptete, dass sie städtisches Eigentum sei.
Am 24. Februar 1440 verlieh Johannes Knorre, Spitalmeister in Grimma und Bruder der Propstei in Droyßig dem Augustinerkloster in Grimma ein Holz in der Undorf, das Heyncze Kelner dem Hospital wieder aufgelassen hatte, gegen einen jährlichen Zins von 8 Groschen und zwei Kaphähne.
1478 kam es um dieses Holz zum Streit zwischen der Propstei Droyßig und dem Augustinereremitenkloster in Grimma, den die sächsische Kurfürstin Margarethe durch ihren Altenburger Amtmann Hans Metzsch schlichten ließ.
Am 6. Mai 1493 belehnte der Spitalmeister des Heilig Geist-Hospitals in Grimma Johannes Bretsneider, die Augustinereremiten in Grimma erneut mit dem Wald in der Undorf.
Am 23. Juni 1496 belehnte Nikolaus Anderßlouben spittelmeister des hospitals zu Grymme ordenns sancti Iohannis des touffers Cristi die Augustinereremiten in Grimma wiederum mit einem Holz in der Undorf, das sie von Hanns Dragis, Bürger in Grimma für 65 Gulden gekauft hatten. Die Augustiner sollten es als eigen erbgut besitzen und dafür jährlich auf Michaelis 20 Groschen und drei Kaphähne zinsen.

### Spitalmeister
Das Hospital in Grimma wurde von einem Spitalmeister geleitet. Ob er (immer) ein Ordensbruder war, ist nicht eindeutig. Zumindest war der 1440 genannte Johannes Knorre eyn bruder czu Drowsyck des ordins des heyligen grabes czu Jerusalem. Von den Spitalmeistern sind namentlich bekannt:
- 1379 Eghard (Echart)
- 1419 Ulrich
- 1440 Johannes Knorre
- 1493 Johannes Bretsneider
- 1496 Nicolaus Anderslouben
- 1519 bis 1522 Matthias Lobesaher, gab 1522 die Leitung auf und zog von Droyßig weg.
- 1522 bis 1530 Wolfgang von Zeschau

1535 übergaben die sechs damaligen Konventsbrüder Georigius Lutz, Propst, Georigius Staub, Valenti Waltz, Johan Fischer, Johann Spyegell und Conrad Schuffelann das Hospital in Grimma dem Bürgermeister Rat der Stadt Grimma für 99 Jahre gegen die einmalige Zahlung von 100 Gulden und eines jährlichen Zinses von 5 Gulden.

## Inkorporierung der Propstei Droyßig in den Johanniterorden
Mit der Bulle Cum solerti meditatione pensamus vom 28. März 1489 hob Papst Innozenz VIII. einige kleinere Orden auf, darunter den Lazarus-Orden und den Sepulkriten-Orden (= Chorherren vom Heiligen Grab), und vereinigte sie mit dem Johanniterorden.
Mit der Inkorporierung der Lazaritenkommenden Gotha, Breitenbich, Braunsroda und Wackenhausen sowie Sangerhausen wurde der Kommendator der Johanniterkommenden Wiesenfeld und Wildungen Johann Rösner beauftragt. Allerdings war die Inkorporierung der Lazaritenhäuser mit einer zeitlichen Verzögerung zur Verkündung der päpstlichen Bulle verbunden. 1519 schrieb Johann Rösner, dass die Kommende Gotha vor 27 Jahren (also 1492) an die Johanniter übergegangen sei. Nach der erfolgreichen Inkorporierung der Lazaritenkommenden wurde er offensichtlich auch mit der Inkorporierung der Heiliggrabpropstei Droyßig beauftragt.
Bei der Heiliggrabpropstei Droyßig ist die Übernahme und Inkorporierung in den Johanniterorden noch später erfolgt. Am 6. Mai 1493 belehnte Johannes Bretschneider, Vorsteher des dem orden des heiligen grabes zu Iherusalem zu dem hause gein Droysck gehörende(n) Hospitals in Grimma, den Augustiner-Konvent in Grimma mit einem ein Holz in der Undorf, das die Augustiner von Barthel Fleischhammer um 34 Rheinische Gulden und acht Groschen gekauft hatten und jährlich vier Groschen und zwei Kaphähne zinste. 1494 schlossen Blasienn probiste zew Droissgk an eynem unnd Guntern vonn Bunaww Amptmann zw Friburgk einen Vergleich. Die Verwendung des Titels Probst weist relativ eindeutig darauf hin, dass die Heiliggrabpropstei Droyßig 1493/94 noch nicht in den Johanniterorden inkorporiert war, denn im Johanniterorden waren die Titel Kommendator für den ritterlichen Vorsteher und Prior für den Vorsteher der Priesterbrüder üblich.
Der Nachfolger des Johann Bretschneider im Amt des Spitalmeisters in Grimma war Nikolaus Anderslöben. In einer Urkunde des Jahres 1496 belehnte er die Augustinereremiten in Grimma mit dem Holz in Undorf. Er nannte sich nun Nikolaus Anderßlouben spittelmeister des hospitals zu Grymme ordenns sancti Iohannis des touffers Cristi. Ein Jahr später (1497) beschwerte sich Blasius Meye, nun Prior genannt, dass die der Niederlassung in Droyßig zustehende Hinterlassenschaft des 1496 verstorbenen Spitalmeisters Johann Bretschneider ohne sein Wissen verkauft worden war. Der Titel Prior stand dem Vorsteher der Priesterbrüder einer Johanniterkommende zu. Die Inkorporierung der Heiliggrabpropstei Droyßig in den Johanniterorden ist also in der Zeit zwischen 1494 und 1496 erfolgt. Nach Ralph Leitloff soll der Propst Blasius Mey zu Droyßig im Jahr 1495 das doppelt rote Patriarchalkreuz auf der Kleidung durch das einfältige Weiße Johanniter Creutz ersetzt haben und somit den Übergang zum Johanniterorden auch äußerlich gezeigt haben.
Die Eigenständigkeit des Ordens der Chorherren vom Heiligen Grab wurde aber auf Bitten Kaiser Maximilians I. und des Herzogs Eberhard II. von Württemberg wenigstens zum Teil wieder hergestellt, und mit einer Bulle des Papstes Alexander VI. vom 15. Januar 1499 erneut bestätigt. Allerdings betraf dies in Deutschland nur das Kloster Denkendorf, sowie die polnischen und schlesischen Ordenshäuser, und die Ordenshäuser in Aragon. Die Ordenshäuser in Italien wurden nicht restituiert. Auch die Heiliggrabpropstei Droyßig blieb in der Hand der Johanniter.
Der zu dieser Zeit amtierende Kommendator von Droyßig wird namentlich erst in einer Urkunde von 1507 und dann noch einmal 1518 genannt. Es war Kommendator der (ursprünglichen) Johanniterkommenden Wildungen und Wiesenfeld, und vermutlich auch der Kommenden in Weißensee und Schleusingen. Rösner war außerdem damit beauftragt worden, die früheren Kommenden des Lazaritenordens (Breitenbich, Wackenhausen, Braunsroda, Gotha und Sangerhausen) in den Johanniterorden einzugliedern. Während in der Zeit der Ordensherrschaft der Chorherren vom Heiligen Grab keine Konflikte mit den Inhabern der Herrschaft Droyßig als Schutzherren der Propstei bekannt sind, deuten sich Anfang des 16. Jahrhunderts erste Dissonanzen an. Günter von Bünau beschwerte sich über den Wechsel der Ordenszugehörigkeit, weil er Benachteiligungen durch die Inkorporation in den Johanniterorden befürchtete. Ihm war sicherlich bekannt, dass jede Kommende der Johanniter sogenannte Responsgelder an die Ordenszentrale, damals noch in Rhodos, abzuführen hatte. 1507 versicherte Johannes Rösner dem Günter von Bünau, dass alles beim Althergebrachten bleiben würde und keine Nachteile für irgend jemandem bringen würde.
1518 war Johannes Rösner aus Altersgründen von seinen Ämtern im Johanniterorden, darunter als Kommendator von Droyßig, zurückgetreten. Für seine langjährigen Dienste und Verdienste im Orden dankte ihm der Großprior der Johanniter in der Ordensprovinz Alamania, Johann von Hattstein, der zugleich den Prior der Priesterbrüder in Droyßig, Heinrich Neumeister, zum neuen Kommendator der Kommende Droyßig ernannte. Auch in der früheren Lazaritenkommende Gotha wurde 1518 mit Peter Klopstein ein neuer Kommendator eingesetzt. Peter Klopstein war freilich schon vor 1518 Stellvertreter des Johannes Rösner in Gotha gewesen.

## Die Kommende Droyßig in und nach der Reformationszeit
1518 ernannte der Großprior der Johanniter in Deutschland Johannes von Hattstein, den bisherigen Prior der Priesterbrüder der Kommende Droyßig, Heinrich Neumeister zum Kommendator. Der Konvent wurde dann innerhalb weniger Jahre deutlich kleiner. 1533 waren es noch sechs Brüder, 1535 nur noch fünf Brüder (conventualis brüder). Der Vorsteher des kleinen Konvents nannte sich nun (1535) wiederum Propst, und auch die Visitationsprotokolle von 1539/40 nennen den Vorsteher des Ordenshauses Droyßig Propst bzw. die Niederlassung Propstei. Aufgrund der erneuten Nennung eines Propstes hielt es Schlesinger für möglich, dass sich der Johanniterorden schon Anfang des 16. Jahrhunderts nicht diurchsetzen konnte, was aber nicht der Fall ist.
Das Mutterhaus in Droyßig befand sich nach der Leipziger Teilung des Kurfürstentums Sachsen (1485) im albertinischen Teil Sachsens. Der Herr des albertinischen Sachsens Herzog Georg dem Bärtigen stand der Reformation ablehnend gegenüber, sodass zunächst keinerlei Gefahr bestand, dass das Droyßiger Ordenshaus säkularisiert wurde. 1534 bat der Propst(!) George Lutz die von Bünau als Schutzherren der Droyßiger Kommende sogar um Unterstützung gegen Herzog Georg und Kurfürst Johann Friedrich I., Herr des ernestinischen Sachsens. Durch einen Vergleich zwischen Georg dem Bärtigen und Johann Friedrich wurden der Kommende Droyßig bzw. die zum Ordenshaus Utenbach gehörenden, nun im ernestinischen Gebiet liegenden Dörfer Stobra, Stüberitz und Kosnitz und deren Einnahmen entzogen. Das Ordenshaus sei seit nunmehr acht Jahren (Einführung der Reformation 1527 im ernestinischen Sachsen) gehindert worden, die entsprechenden Abgaben einzuziehen. Das Haus in Kosnitz sei an das dortige Jungfrauenkloster (wohl Kloster Heusdorf) übertragen worden. Bisher hätte der Orden das mit Geduld ertragen, aber nun könne man das nicht mehr hinnehmen, da man schließlich die Ordensbrüder in Droyßig und Utenbach zu versorgen hätte und dies nun in dieser teuren Zeit nicht mehr möglich sei. Der Propst schlug vor, dass ihnen als Ersatz die beiden Dörfer Großromstedt und Kleinromstedt mit den entsprechenden Einnahmen zugewiesen werden sollten, aber auch mit der Pflicht dort den Gottesdienst zu verrichten. Die beiden Dörfer, bisher Filialen von Kapellendorf seien durch die Hinwendung Kapellendorfs zum Protestantismus ohne geistliche Versorgung. Außerdem verlangte der Propst die Herausgabe des Hauses in Kosnitz und Ersatz für die bisher entgangenen Einnahmen. Günther und Heinrich von Bünau entsprachen der Bitte des Propstes und verfassten ein entsprechendes Bittschreiben an den Herzog von Sachsen. Die Antwort des Herzogs ist allerdings nicht überliefert.
Ab 1539, nach dem Tod von Herzog Georg des Bärtigen bzw. dem Regierungsantritt von Herzog Heinrich setzte sich die Reformation auch im albertinischen Sachsen allgemein durch. Schon 1539 und dann im folgenden Jahr wurden Schul- und Kirchenvisitationen durchgeführt. 1539/40 hatte die Johanniterkommende Droyßig noch vier Brüder. Sie sollen noch 1539 zum Protestantismus übergetreten sein. Der letzte Propst Georgius Lutz wurde Pfarrer in Droyßig.
Nach den Schul- und Kirchenvisitationen von 1539/40 hatten die Tempelherren von Droyßig noch das Patronat über die Kirche von Meineweh. und das Patronat in Priestäblich (Probst zu Droyssig). Auch die Tempelhöfe in Deumen, Sautzschen und Utenbach waren anscheinend noch im Besitz des Droyßiger Ordenshauses.
Um 1541 kaufte Rudolf von Bünau, der Administrator bzw. Schutz- und Schirmherr des Tempelhofes das Rittergut Treben und verlegte seinen Wohnsitz von Droyßig weg nach Treben. Er begründete die sog. Trebener Linie der von Bünau.

### Das Ende der Kommende Droyßig
1547 stand der ernestinische Kurfürst Johann Friedrich I. an der Spitze des protestantischen Schmalkaldischen Bundes. Schon 1546 verhängte Kaiser Karl V. die Reichsacht über ihn und die anderen Führer des Schmalkaldischen Bundes. Der Kaiser marschierte im Frühjahr 1547 in Kursachsen ein und blieb in der Schlacht bei Mühlberg siegreich. Johann Friedrich wurde gefangen genommen und zunächst zum Tode verurteilt. Er wurde aber begnadigt, verlor aber die Kurwürde und einen Großteil seines Herrschaftsgebietes an den albertinischen Herzog von Sachsen Moritz. Droyßig gehörte nun wieder zum (nun allerdings albertinischen) Kurfürstentum Sachsen. Mit der Wittenberger Kapitulation (1547) kam das Amt Dornburg, zu dem Utenbach gehörte, an das ernestinische, nun nur noch Herzogtum Sachsen.
Im Jahr 1551 visitierte der neu eingesetzte Rezeptor der Johanniterordens für Oberdeutschland und Kommendator der Ordenshäuser Tobel und Würzburg Adam von Schwalbach die Johanniterkommende Droyßig. Er dürfte die Gefahr der Säkularisation der Droyßiger Niederlassung sofort erkannt haben. Er schloss mit den von Bünau als Schutz- und Schirmherren folgenden Vergleich ab:
- Der Propst (oder Kommendator) der Droyßiger Niederlassung soll durch einen Geistlichen aus den Angehörigen aus den Häusern Droyßig oder Utenbach ersetzt werden, und nicht mehr zwingend durch einen Außenstehenden.
- Die Ernennung soll im Einvernehmen zwischen den von Bünau und dem Orden erfolgen, besonders wenn es ein Außenstehender sein sollte
- Sollte der Vorsteher ein Verschwender, Unfähiger oder Unfugsamer sein, hätten die von Bünau das Recht ihn abzusetzen und durch eine ihnen genehme fähige Person zu ersetzen
- Der neue Vorsteher soll Angehöriger der protestantischer Religion sein oder zumindest kundig sein
- der Orden solle dem Vorsteher nicht auferlegen, was im Kurfürstentum Sachsen nicht in Gebrauch und in Übung ist
- die Reponsgelder aus Droyßig und Utenbach in Höhe von 5 Gulden und 2 Gulden blieben in dieser Höhe und dürfen nicht angehoben werden.
- der Orden soll aber Sorge dafür tragen, dass die beiden Häuser von Reichssteuern befreit bleiben

1557 war der bisherige Propst (oder Administrator) Kilian Walter (oder Christian Walner?) gestorben und der damalige Großprior der Johanniter in der Ordensprovinz Alamania Georg Bombast von Hohenheim ernannte im Konsens mit den von Bünau Johann Bertram den Jüngeren befristet zum Administrator der beiden Häuser Droyßig und Utenbach. Dieser war zumindest bis 1561 Administrator.
Ihm folgte der protestantische Dompropst von Merseburg Rudolf von Bünau, der bis zu seinem Tod 1577 Administrator der beiden Ordenshäuser Droyßig und Utenbach war. Danach setzte sich dessen Stiefmutter unter fragwürdigen Umständen in den Besitz des Tempelhofes. Sie starb aber schon am 15. Mai 1578. Auf Antrag beim Kurfürsten und mit dessen Bestätigung, und mit Zustimmung der übrigen von Bünauschen Erben wurden Heinrich von Bünau und dessen Söhne zu Administratoren des Tempelhofes in Droyßig ernannt. Der Johanniterorden wurde schlicht übergangen.
1578 verkauften die von Bünau die Herrschaft Droyßig an die von Hoym. Ausgenommen davon war der Tempelhof in Droyßig, den die von Bünau behielten. Dadurch entstanden zwei Gerichts- und Rechtsbezirke in der Stadt Droyßig, die durch das Tempeltor voneinander getrennt waren. Das heutige Tor ist jedoch jüngeren Datums und stammt nach der Jahreszahl an dem Wappen der von Bünau von 1642. Das Tempeltor hatte jedoch einen Vorgänger, der schon im Kaufvertrag von 1578 erwähnt ist.
1578 ernannte Großprior Philipp Flach von Schwarzenberg entgegen dem Vergleich von 1551 und nun ohne Rücksprache mit den von Bünau den Kommendator von Rothenburg ob der Tauber Valentin von und zu der Heese zum neuen Kommendator von Droyßig und dessen membrum Utenbach. Valentin von und zu der Heese begab sich nach Droyßig um seine Kommende in Besitz zu nehmen. Dies wurde ihm aber durch den Amtsvogt des Amtes Weißenfels untersagt; Valentin von und zu der Heese musste unverrichteter Dinge wieder abreisen. Philipp Flach von Schwarzenberg wandte sich zunächst an Heinrich von Bünau und bat um Einweisung des Valention von und zu der Heese in seine Kommende, der ihn hinhaltend mit Hinweis auf alte Verträge, innerfamiliäre Beratung und Klärung der Rechtslage abwies. Daraufhin wandte sich Philipp Flach von Schwarzenberg noch 1581 direkt an den sächsischen Kurfürsten August mit der Bitte um Einweisung von Valentin von und zu der Heese in die Kommende Droyßig. August reagierte zunächst gar nicht, erst von 1583 ist ein Antwortschreiben bekannt. Für das Membrum Utenbach sei er nicht zuständig, und im Falle des Droyßiger Tempelhofes äußerte der Kurfürst, dass dessen Erträge allein zur Verrichtung des Gottesdienste und zur Unterhaltung der Priester gestiftet worden sei. Er wollte aber noch keine endgültige Entscheidung treffen, sondern allen Beteiligten und sachkundigen Personen Gelegenheit geben, ihre Meinung zu äußern.
Erst unter seinem Nachfolger Christian I. wurde das Gesuch des Ordens um Einweisung des Valentin von und zu der Heese in die Kommende Droyßig abgewiesen. Die sächsische Landesregierung brachte Zweifel an der Loyalität des Ordens vor, besser begründete Rechte derer von Bünau und die Befürchtung, dass die gefährdete Versorgung der Geistlichen durch das Abführen der Responsgelder an die Ordenszentrale sowie die Unterhaltskosten für den Kommendator. Die Reaktion des Ordens auf den Bescheid ist nicht bekannt, doch kann vermutet werden, dass er mit rechtlichen Schritten drohte. Unter Vermittlung von zwei sächsischen Oberhofrichter schlossen Orden und die von Bünau einen Vergleich. Der Orden trat 1588 den Tempelhof und seine Pertinenzen und alle Ansprüche an die von Bünau ab. Die von Bünau gaben dafür jährlich ein Pachtgeld von 50 Gulden.

### Das Schicksal der Ordenshöfe Deumen und Sautzschen nach Einführung der Reformation
Der Ordenshof in Deumen war bereits 1552 an Heinrich von Bünau verpachtet. 1552 ließ er ein Lehnsverzeichnis in Deumen anlegen und forderte die Einwohner auf, dem Propst gebürliche holdunge und pflicht zu tun. Die von Bünau gelangten durch den bereits oben erwähnten Vergleich von 1588 und die vereinbarte jährlich Pachtsumme von 50 Gulden für den Tempelhof in den Vollbesitz des Hofes in Deumen.
Das zum Tempelhof Droyßig gehörende Gut Sautzschen wurde um 1550 von Johann Bertram dem Älteren bewirtschaftet. Er war Schosser (Abgabeneinzieher) und Schreiber der Familie von Bünau. Anscheinend suchte er beim Orden nach, ihm das Gut erblich zu überlassen oder ihn damit zu belehnen. Er bot dem Kommendator in Schleusingen und Weißensee finanzielle Zuwendungen und ein Pferd für den Fall, dass sie sich für ihn beim Großprior verwenden würden. Der Orden ging jedoch nicht auf diesen Vorschlag ein, der sicherlich auch nicht mit den von Bünau abgesprochen war. 1559 war Johann Bertram der Ältere gestorben. Sein Sohn Johann Bertram der Jüngere war 1557 zum Administrator des Tempelhofes in Droyßig ernannt worden. Heinrich von Bünau hatte erfahren, dass der verstorbene Schosser Johann Bertram der Ältere noch zahlreiche Briefe besessen haben soll, die den Tempelhof mit seinen Pertinenzen betreffen sollten. Er verlangte von den Erben, Johannes Bertram den Jüngeren und der Tochter, die mit Abraham Körner verheiratet war, Einsicht in die Papiere und versicherte die Rückgabe nach der Sichtung. In diesem Zusammenhang stellte wohl Abraham Körner die Forderung auf Einräumung des Gutes Sautzschen an ihn mit der Begründung, dass sein Schwiegervater das Gut Sautzschen vom Johanniterorden erblich erhalten habe. Johannes Bertram der Jüngere scheint diese Forderung jedoch nicht mitgetragen zu haben, er war schließlich Administrator des Tempelhofes. Heinrich von Bünau gab nach Sichtung der Papiere auch nur einen Teil davon zurück mit der Begründung, dass sich darunter keine Dokumente von Relevanz für die Erbberechtigten befänden, im Übrigen lehnte er die Forderung auf Einweisung in das Gut Sautzschen ab. Der Konflikt zwischen den von Bünau und Körner war damit vorprogrammiert. Abraham Körner wandte sich nun an den sächsischen Kurfürsten um entsprechende Unterstützung. Wie die Streitsache letztendlich vom Kurfürsten entschieden wurde, ist nicht überliefert. Es ist jedoch zu vermuten, dass die Entscheidung für Abraham Körner negativ ausfiel, denn er musste 1561 mit seiner Familie das Gut Sautzschen räumen. Das Gut Sautzschen blieb im direkten Besitz der von Bünau und wurde 1588 vom Johanniterorden dem Heinrich dem Älteren von Bünau auf Treben gegen ein jährliches Pachtgeld von 50 Gulden erb- und eigentümlich überlassen.

### Der Ordenshof Utenbach nach der Wittenberger Kapitulation von 1547
Eine ganz andere Geschichte nahm das Membrum Utenbach bei Apolda. Es gehörte zum Amt Dornburg, das bei der Leipziger Teilung 1485 ebenfalls an das albertinische Herzogtum Sachsen fiel. Allerdings gehörten einige Dörfer, in denen die Chorherren vom Heiligen Grab Getreidezinsen und den Zehnten, hatten an den ernestinischen Landesteil. Nach der Schlacht von Mühlberg und der Wittenberger Kapitulation von 1547 kamen die Ämter Dornburg und Camburg im Rahmen eines Gebietsaustausches an das ernestinische Sachsen. 1572 erfolgte eine weitere Erbteilung, bei der Utenbach an das Herzogtum Sachsen-Weimar kam; doch dies war im Grunde nicht mehr von Belang.
Mitte des 16. Jahrhunderts hatte der Johanniterorden im Konsens mit den von Bünau und dem ernestinischen Landesherrn den Pfarrer Heinrich Schuppe zum Vorsteher des Ordenshauses Utenbach ernannt. Zunächst scheint er seine Aufgaben zu aller Zufriedenheit erfüllt zu haben. Im Frühjahr 1561 schlug er seine Freundin braun und blau und wurde daraufhin vom Schosser zu Dornburg bestraft. Darüber beschwerte sich Heinrich von Bünau der Ältere mit der Begründung, dass Strafmaßnahmen an dem Inhaber des Ordenshofes Utenbach und Pfarrer Schuppe nur ihm als Schirmvogt zuständen. Der Schosser reagierte darauf anscheinend nicht, sondern lud den Pfarrer Schuppe zu sich nach Dornburg und ließ ihn nachher festnehmen. Schuppe wurde acht Tage im Turm gefangen gehalten und anschließend fünfzehn Tage in Ketten gelegt. Er sollte erst wieder freikommen, wenn er den Ordenshof räumen und ihn an Herzog Johann Friedrich abtreten würde. Er kam schließlich durch die Stellung von 200 Gulden Kaution wieder frei. Allerdings wurde er bald darauf entlassen, und es wurde ihm verboten zu predigen. Der Ordenshof war damit faktisch eingezogen und in landesherrlichen Besitz übergegangen.
Verständlicherweise löste diese Vorgehensweise einen längeren Disput zwischen den von Bünau und den Landesbehörden des ernestinischen Sachsens aus, in den später auch noch die Landesherren miteinbezogen wurden. Nach längeren Verhandlungen und Erörterungen wurden die Beschwerden des von Bünau zurückgewiesen. Lediglich für die Pfarrstelle Nerkewitz wurde 1573 eine Ausgleichszahlung vereinbart. Sie erhielt aus dem Gut Utenbach 10 Scheuer Weizen, 12 Scheuer Erbsen, 6 Scheuer Roggen, 3 Malter Hafer, 18 Eimer Weizen und zwei Lammbäuche.

### Der Tempelhof nach dem Verkauf an die von Bünau
Als Sicherheit für die Zahlung der Pachtgelder wurde dem Johanniterorden das Recht eingeräumt, den von Bünauschen Verwalter in Sautzschen im Falle eines Verzuges der Pachtgelder abzusetzen und einen ihrer Mitglieder einzusetzen, bis die rückständischen Pachtgelder inklusive Zinsen bezahlt sind. Auch sicherte sich der Orden das Recht zu, sich im Falle von Pachtrückständen auch an den anderen Pertinenzen des Tempelhofes schadlos zu halten.
Die von Bünau brachten den Tempelhof 1589 in eine Stiftung ein. Das Patronatsrecht sollte allen männlichen Mitgliedern der Familie gemeinsam zustehen. Einer aus der Familie sollte als Administrator fungieren; er sollte den Tempelhof nebst den Pertinenzen zur Nutzung übertragen bekommen. Er musste im Gegenzug für die Besoldung der Kirchen- und Schuldiener aufkommen und die Pachtgelder für den Orden abführen. Außerdem sollte der Administrator 50 Gulden für jeden Studenten aus der von Bünauschen Familieals Stipendium abführen und außerdem 10 Gulden für eine Witwe der von Bünauschen Familie. 1615/16 gehörte der Tempelhof jedenfalls einem Heinrich von Bünau.
Angeblich kamen 1622 bis 1688 die Jahresrenten nicht geregelt ein. Die Johanniter stellten daraufhin eine Forderung von 2300 Gulden und überließen das Eintreiben dieser Schuld dem Maximilian Heinrich von Burscheid, Kommendator der Kommenden Schleusingen und Weißensee. der diesen Schuldtitel an Ludwig Gerhard Freiherr von Hoym abtrat. Diesem gelang es tatsächlich in den Besitz des Tempelhofes in Deumen zu kommen. Er verkaufte ihn schließlich 1727 für 12.000 Gulden an Rudolf von Bünau auf Burg in Franken.
Im Jahr 1650 (Stand 1648) wusste der Chronist des Johanniterordens Christian von Osterhausen noch, dass der Johanniterorden einst in Droyßig eine Kommende hatte.

## Pröpste, Kommendatoren und Priore
Die Pröpste der Niederlassung in Droyßig sind nur sehr unvollständig überliefert.
- 1295 Johannes, commendator
- 1303 Johannes, Provisor
- 1347 Conrad Swab, Propst[56][57]
- 1349 Rudolf Vizthum von Apolda, Propst[58], 1357 (nur als der erbare Mann der Vitztum von Appolde genannt[59]), 1362 Rudolf Vizthum von Apolda, Propst, Heinrich Schenk von Apolda, Procurator in Utenbach[60] 1371 Rudolf, Propst[61]
- 1405 Johannes, Propst
- 1452–63 Heinrich Lehemann, Propst[62][63]
- 1478 Johannes Syebach, Propst[27]
- 1494 Blasius, Propst (wohl der folgende Prior Blasius Mey(e))
- 1496/7 bis 1518 Johannes Rösner, Kommendator
- 1497 Blasius Mey(e), Prior
- nach 1498 Günther von Bünau, Administrator in Droyßíg[64]
- 1518 Heinrich Neumeister, Kommendator, vor 1518 Prior
- 1535 Georgius Lutz, Propst
- bis 1557 Kilian Walter (oder Christian Walner)
- 1557 bis nach 1561 Johann Bertram der Jüngere
- nach 1561 bis 1577 (†) Dompropst Rudolf von Bünau
- 1578 Valention von Heese, Kommendator von Rothenburg ob der Tauber

## Anmerkung
1. ↑  Leitloff schreibt hier Stoben/Stobea.
2. ↑  Leitloff schreibt hier Styberitz.
3. ↑  Leitloff schreibt hier irrtümlich Merckwitz.
4. ↑  Leitloff schreibt hier Priebstäblich und lässt es damit offen, um welchen Ort es sich handelt, Pristäblich (Ortsteil von Lausig, Landkreis Nordsachsen) oder Priesteblich (Stadt Markranstädt, Landkreis Leipzig). Er schreibt dem Konvent in Droyßig auch die Gerichtsbarkeit über den Ort Priebstäblich zu; dafür gibt es aber keinen urkundlichen Beleg.
5. ↑  Leitloff schreibt hier Groß Rumpstett und Klein Rumpstett
6. ↑  Leitloff schreibt hier Knappendorf
7. ↑  Leitloff schreibt Valentin von und zu der Hoeß.

Koordinaten: 51° 2′ 28,2″ N, 12° 1′ 44,2″ O